# ピューマ・AE (航空機)
ピューマ・AE
- 用途：偵察機、観測機
- 設計者：エアロバイロメント
- 製造者：エアロバイロメント
- 運用者：アメリカ合衆国、スウェーデン、デンマーク
- 生産数：1000以上（2012年3月末）[1]
- 運用状況：現役

ピューマ・AE（英語: Puma AE）は、エアロバイロメントの全環境型（AE：All Environment）無人航空機。

## 構成
1セットは3機のUAVと2機のコントロールシステムで構成される。コントロールシステムはエアロバイロメントのUAVであるRQ-11、ワスプ、シュライクと共通であり、同社ではグラウンド・コントロールシステム（GCS：Ground Control System）と称する携行可能なシステムを使用する。重量3.32 kgでバックパックに収納可能なサイズであり、展開に想定されている時間は2分となっている。
燃料電池を動力とする開発が行われており、2008年3月には9時間の飛行に成功している。

## 用途
軍事用としては偵察、イルミネーターとしての用途が考えられており、機体下部の回転式ポッドに機材一式が収められている。民間市場においては、警察、消防の捜索任務、自然保護活動における観測などの用途が検討されている。

## 実績
2012年8月の時点で、RQ-20 100機がアフガニスタンに投入され、129機が追加予定となっている。

## 採用国
- アメリカ合衆国
  - RQ-20として特殊作戦軍、陸軍、空軍、海兵隊が採用。
- スウェーデン：UAV 05B Korpenとして採用[8]。
- デンマーク[3]

## 要目
出典: Puma AE Data Sheet。
諸元
- 乗員: 0
- 全長: 1.4 m （4.6フィート）
- 全高: 不明
- 翼幅: 2.8 m（9.2インチ）
- 空虚重量: 5.9kg （13ポンド）

性能
- 失速速度: 37 km （20ノット）
- 航続距離: 15 km
- 実用上昇限度: 152 m （500フィート）
- *滞空時間：2時間
- 回転式モジュール（赤外線カメラ・EO（電気光学）カメラ、赤外線式イルミネーター）1基